# Artiče
Artiče (Duits: Artitsch) is een plaats in Slovenië en maakt deel uit van de gemeente Brežice in de NUTS-3-regio Jugovzhodna Slovenija. De plaats telde 330 inwoners op 1 januari 2020.

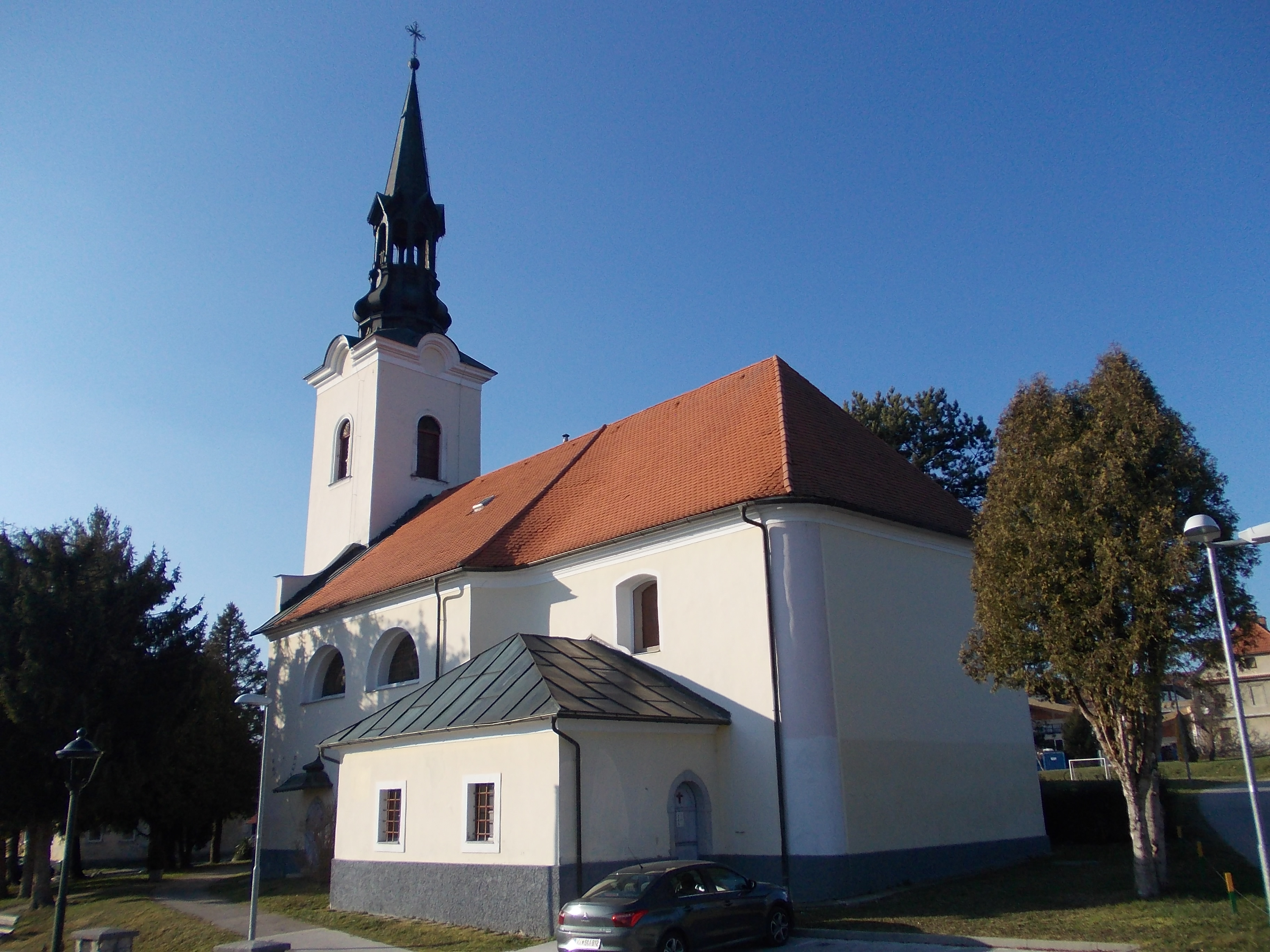
Heilige Geestkerk